# حكاك صباغي
الحُكاك الصِباغي (بالإنجليزية: Prurigo pigmentosa)‏ هوَ مرض جلدي نادر مجهول السَبب، يَتميز بِظهور مُفاجئ لِحُطاطات حُمَامَية والتي عند شِفائها تُسبب فرط تصبغ شبكي.:57